# Mathias Ringmann

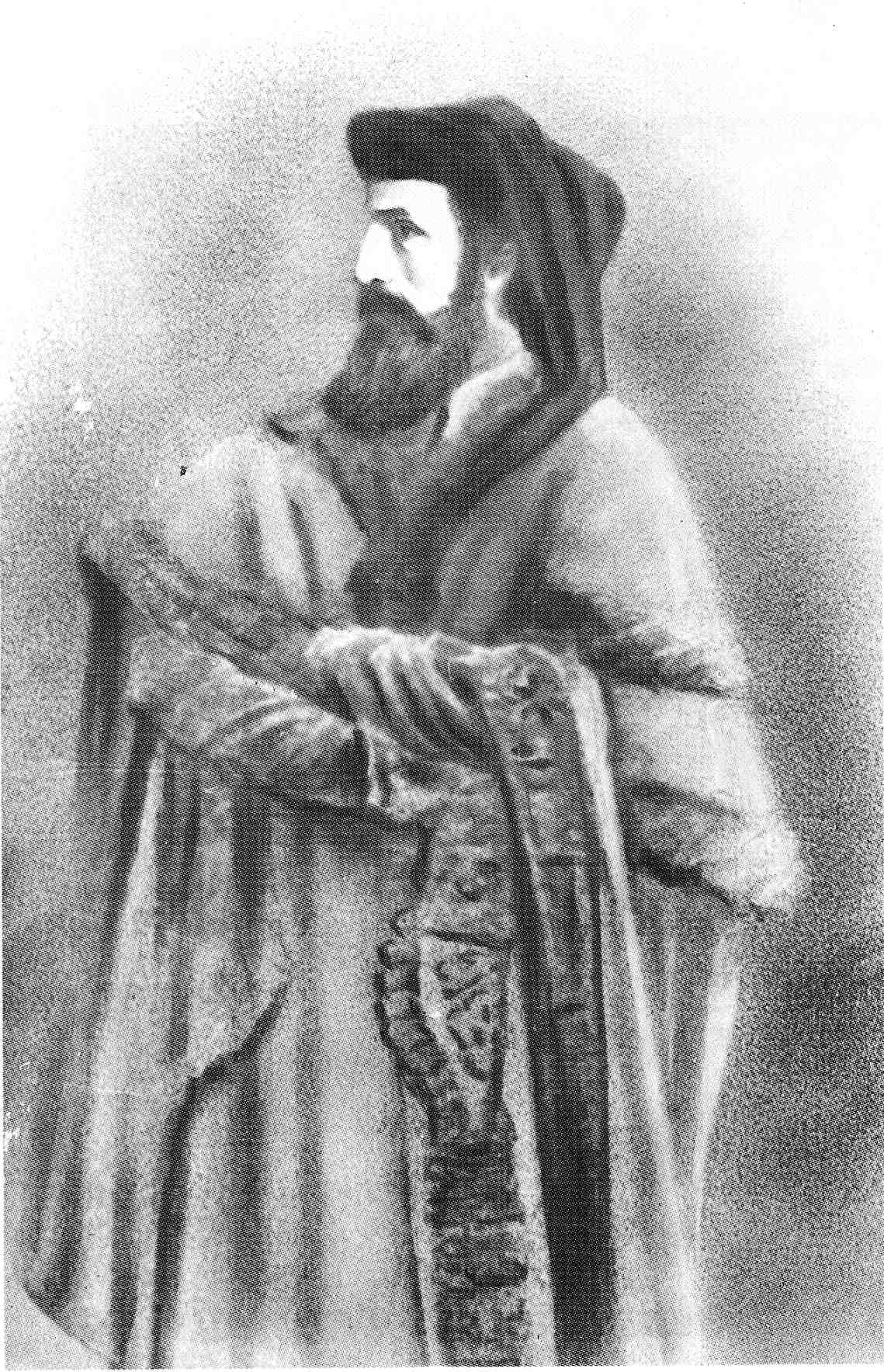
Mathias Ringmann en un retrato obra de Gaston Save,.

Mathias Ringmann (Eichhoffen, 1482? - Sélestat, 1 de agosto de 1511), conocido también como Philesius Vogesigena, fue un humanista, geógrafo, poeta e impresor franco-germánico, uno de los miembros del Gymnasium Vosagense, grupo de eruditos constituido por Vautrin Lud en la villa de Saint-Dié-des-Vosges, que publicaron la obra Cosmographiae Introductio en la que se empleó por primera vez el nombre de «America» (América), que popularizado rápidamente por la imprenta, se convertiría en la designación preferente para este continente.

## Formación
Ringmann inició sus estudios en la escuela latina de Sélestat, que había sido fundada por Louis Dringenberg, el introductor del humanismo en Alsacia. En la Universidad de Heidelberg estudió teología y matemáticas, entablando contactos con otros humanistas de su generación como Jakob Wimpheling o Gregor Reisch quien por entonces, se encontraba trabajando sobre su obra Margarita Philosophica. Más adelante, Ringmann prosiguió en París su formación en estas disciplinas de la mano del teólogo Jacques Lefèvre d'Étaples y de Faustus Andrelinus, poeta del rey y especialista en la obra de Erasmo de Róterdam, iniciándose también en la cosmografía y aprendiendo griego.

## Regreso a Alsacia: Mundus Novus
En 1503, de regreso a su Alsacia natal, Ringmann vuelve a encontrarse con Jacques Wimpheling, que también había retornado tras terminar su formación. Interesando por la pedagogía y la enseñanza, fracasó sin embargo en sus primeros intentos por fundar una escuela siguiendo el modelo de la latina de Sélestat. Ringmann se desplaza entonces a Estrasburgo, aprovechando el impulso que en la ciudad se está dando a la incipiente industria de la impresión, que junto a Basilea eran por entonces los centros de referencia en Europa, frecuentando los talleres y trabajando como corrector. 
Es en este contexto que llega a Ringmann el encargo de trabajar sobre la edición de una carta de varias páginas, conocida como Mundus Novus que redactada por Americo Vespuccio al regreso de su tercer viaje al Nuevo Mundo entre 1501 y 1502, presenta un relato de esta expedición dirigido a Lorenzo di Pier Francesco di Medici. Ringmann publica en el taller de Mathias Hupfuff en 1505 la carta de Vespuccio traducida al latín con el título de De Ora Antarctica, precediéndola por un breve poema de 22 versos de su invención, en el que hace referencias humorísticas a la geografía. Cuando la publicación llega a manos de Vautrin Lud, el influyente inspector general de minas del ducado de Lorena, instalado en Saint-Dié, este queda encantado y la incluye en su obra Speculi Orbis… Declaratio, persuadiendo a Ringmann para colaborar junto a él en su recién constituido grupo de estudios eruditos en esta ciudad al pie de la cordillera de los Vosgos.
Antes de mudarse, Ringmann finaliza un encargo para el impresor Jean Grüninger: la traducción de las obras de Julio César al alemán con el título de Julius der erst römisch Keiser von seinem Leben und Krieg, erstmals uss dem Latein in Tütsch gebracht vnd mit andrer Ordnung der Capittel und uil zusetz nüw getruckt.

## El Gymnasium Vosagense y laCosmographiae Introductio
Cuando Ringmann llega a Saint-Dié, Vautrin Lud acaba de constituir un grupo de estudios eruditos que con el nombre de Gymnasium Vosagense, proyectan trabajar en su principal propuesta: la reedición de la Geographia, la gran obra del geógrafo griego Ptolomeo, actualizada con las informaciones cartográficas de las exploraciones recientes. Ringmann adopta el nombre de Philesius Vogesigena y se une a los otros colaboradores de Lud: su propio sobrino e impresor Nicolas Lud, el latinista Jean Basin y el reputado cosmógrafo Martin Waldseemüller que acaba de diseñar un gran mapamundi incluyendo los datos de Vespuccio, titulado Universalis Cosmographia.
En 1507, Ringmann participa a la edición de la Cosmographiae Introductio, un breve ensayo que sirve de complemento a la Universalis Cosmographia, donde aparece por primera vez el nombre de América, y que explica las motivaciones de ésta elección transcendental.
La cuestión sobre la paternidad de la apelación América y cuál de aquellos cinco sabios fue su creador ha sido discutida por múltiples autores a lo largo de la historia. Franz Laufenberger publicó en 1959 un ensayo en el que se restringía esta cuestión entre Ringmann y Waldseemüller si bien, el especialista del tema, Albert Ronsin plantea también la posibilidad de una paternidad colectiva de todo el grupo, aunque ambos conceden cierta ventaja a la tesis favorables a Ringmann como su creador.

## Grammatica Figurata

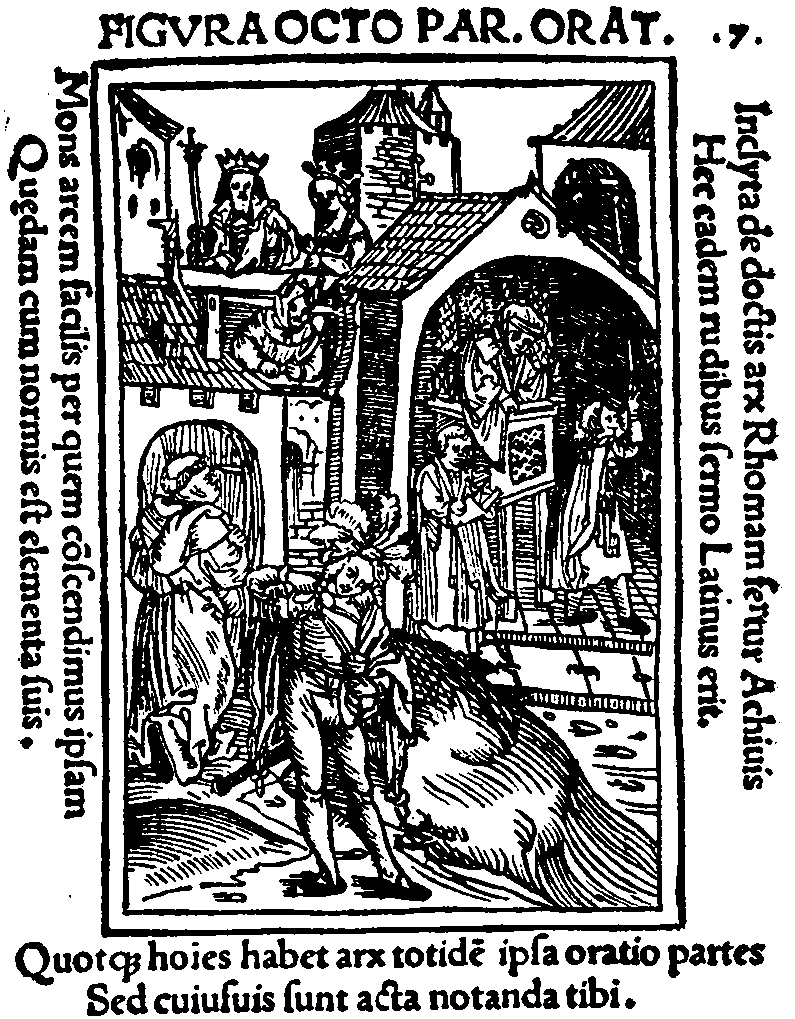
Ilustración de la Grammatica Figurata. Los diferentes personajes representan los ocho tipos gramaticales latinos de palabras.

La pedagogía fue una de las vocaciones constantes en Ringmann desde sus tiempos de estudios junto a su ilustre profesor Jacques Lefèvre d'Étaples, y a pesar de sus intentos no concretizados para fundar una escuela propia, ideó el proyecto de realizar un compendio de ejercicios de gramática latina destinado a los estudiantes de la diócesis de Toul, en el centro oeste de Lorena, aprovechando las relaciones con el Gymansium de Hugues des Hazards, obispo de Toul. Cuando Vautrin Lud fue puesto al corriente de la iniciativa, sugierió a Ringmann la idea de que utilizara el formato de algún juego, siendo el del modelo de un juego de naipes el que Ringmann utilizará con el fin, según su propia expresión, “de reunir lo útil con lo agradable”.
La Grammatica Figurata vio la luz en Saint-Dié en 1509, publicada en latín por Ringmann con el seudónimo de Philesius Vogesigena y compuesta por 32 páginas ilustradas con 93 grabados en madera. La gramática latina se encuentra simplificada para facilitar la asimilación de sus nociones fundamentales y presentada como un juego de cartas con 60 preguntas y respuestas. Las figuras que aparecen grabadas en las cartas son evocaciones de las 8 partes distintas del lenguaje gramatical y así, por ejemplo, un vicario representa al pronombre, una reina al adverbio mientras que un bufón evoca a la interjección. La figura central del rey personifica el sitio privilegiado del verbo gramatical: « Rex verbum designat agens patiensque inimicos nonnunque neutrum pace vigente gerens ». La Grammatica Figurata aparece dedicada al obispo de Toul y en su conclusión se encuentra ilustrada por un dibujo de un ángel apoyado sobre el blasón familiar de Vautrin Lud y el escudo de armas del siglo XI de la villa natal de Ringmann, Eichhoffen donde “Eich-” significa “roble” y de ahí la representación heráldica de las hojas de este árbol junto con sus frutos. La obra termina en su colofón por un texto de homenaje a la villa de Saint-Dié.

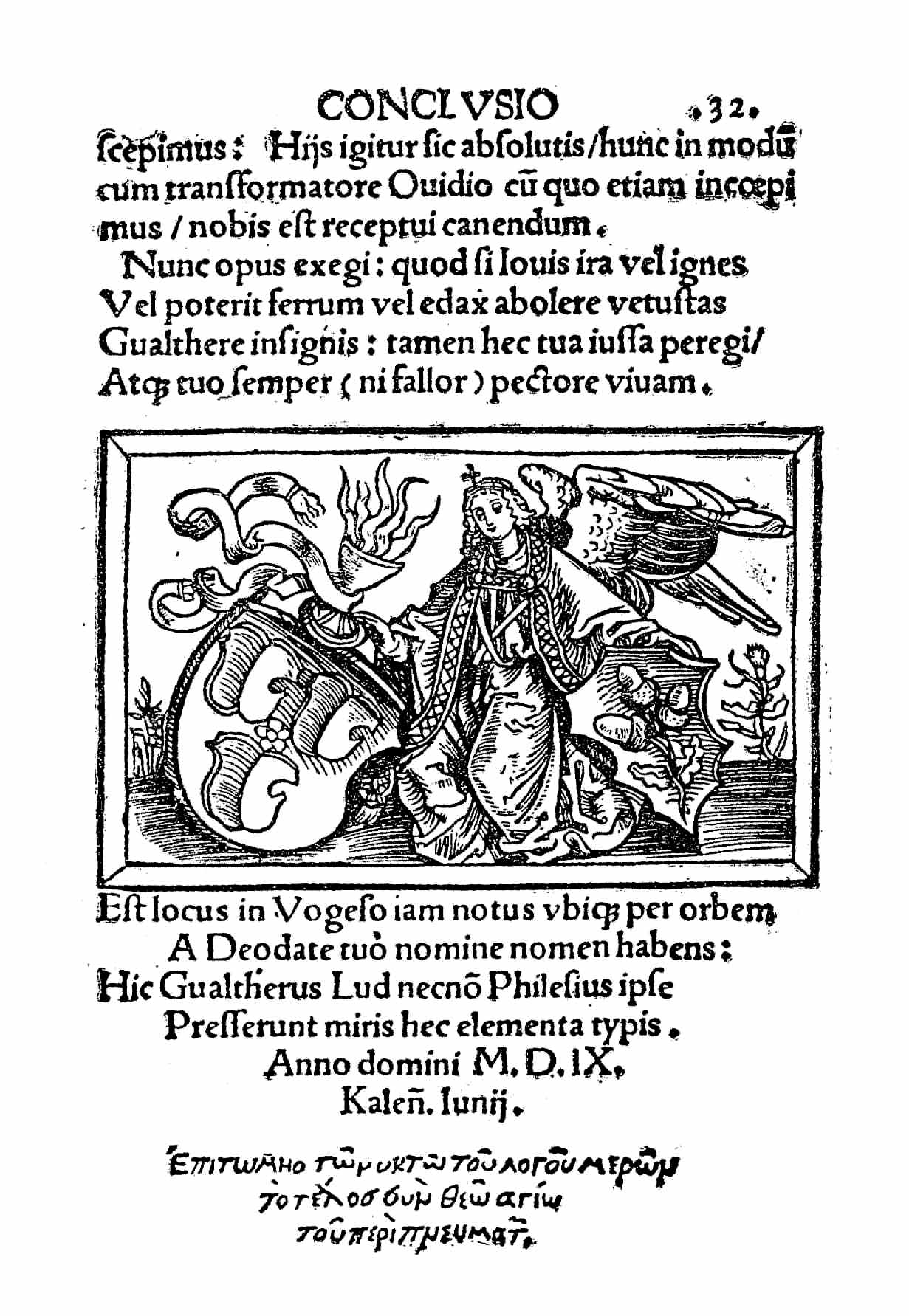
Página de conclusión de la Grammatica figurata; el ángel aparece apoyado sobre el blasón personal del mentor de Ringmann en el Gymnasium, Vautrin o Gauthier Vod, a la izquierda mientras que a la derecha es el escudo de la villa de Eichhoffen.

Aunque la obra no alcanzó el éxito esperado, ha podido conservarse en diversos ejemplares originales conservados en Estrasburgo, Múnich, Viena y Praga siendo publicada en 1905 una versión facsímil. Para el historiador Albert Ronsin, la gramática de Ringmann está inspirada en el trabajo de otro humanista alsaciano, Thomas Murner, autor de un « chartiludium », mientras que Kenneth Mayer, de la Universidad de Wisconsin, considera que la base se encuentra en la obra Ars Minor del gramático romano Aelius Donatus, realizada en el siglo IV donde se descompone la oración en 8 elementos gramaticales.

## La Geographica de Ptolomeo y otras obras
Mientras tanto, el Gymnasium prosigue con el proyecto de actualización de la Geográphica de Ptolomeo. Para poder colaborar con él, Ringmann se desplaza en 1508 a Basilea donde recibe algunos cursos de cosmografía mientras trabaja sobre algunas traducciones y realiza investigaciones con los dominicos. Poco después, viaja a Italia para encontrarse en Ferrara con el poeta y arqueólogo Lilio Gregorio Giraldi que le instruye en la numeración griega, y a Novi, cerca de Génova, donde conoce a Giovanni Pico della Mirandola quien le presta textos de Ptolomeo.

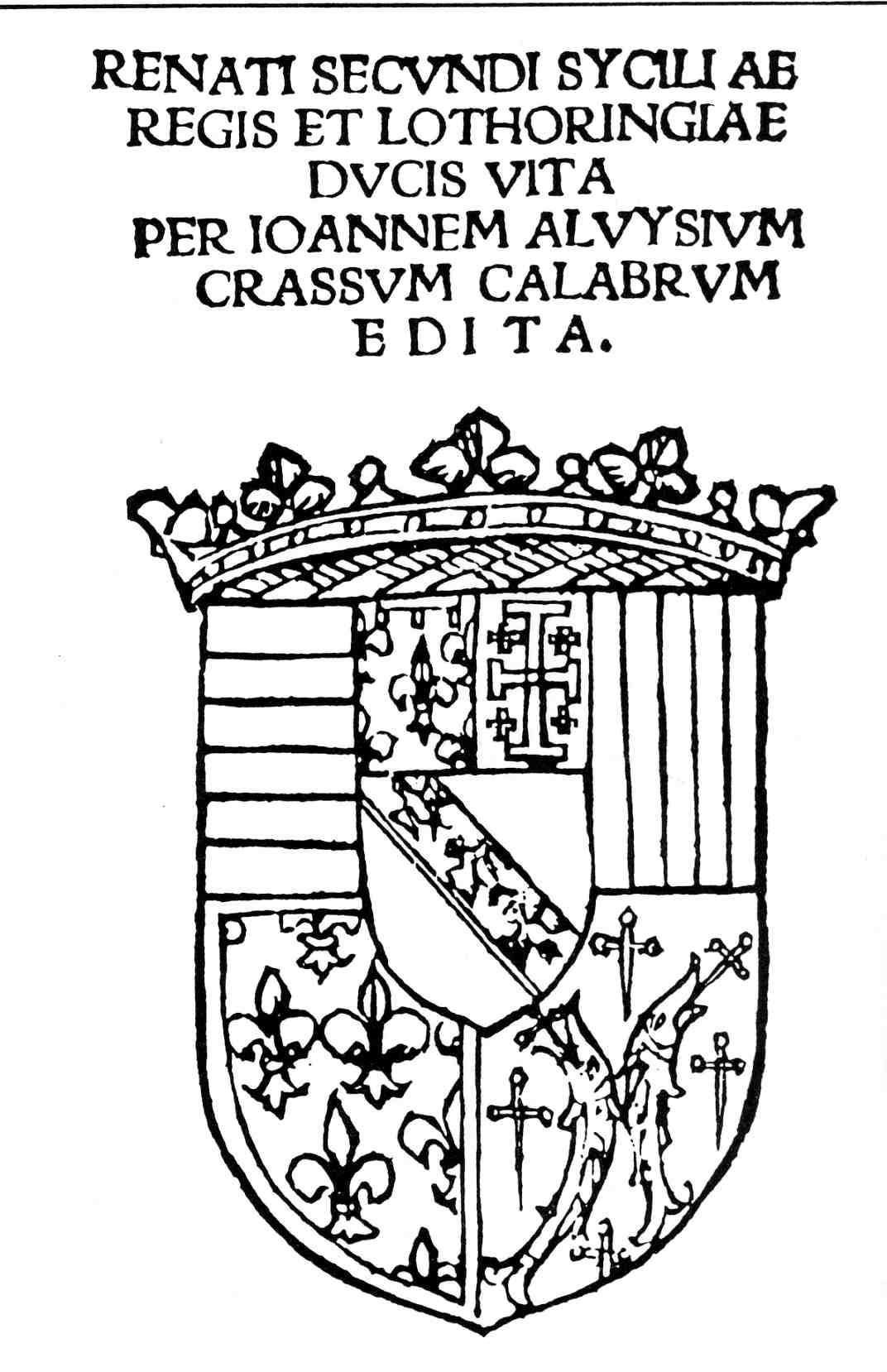
Oraison funèbre de René II par Jean Loys (1510).

En 1510, Ringmann termina de imprimir el encargo del canónigo André de Reynette a Jean Loys, titulado Renati Secundi Syciliae Regis et Lothoringiae Ducis Vita per Ioannem Aluysium Crassum Calabrum edita, un texto de alabanza en honor del duque Renato II de Lorena, fallecido en 1508, en el que se incluye un fragmento compuesto por el mismo Ringmann.
Para entonces Ringmann ha ido debilitándose progresivamente como consecuencia de la tuberculosis que le afecta desde 1509. Sin embargo, a principios de 1511, aún se desplaza a Nancy a petición del duque Antonio de Lorena que le encarga la impresión del Liber Nanceidos, obra de Pierre de Blarru en honor a Renato II, y logra terminar la redacción de un libreto explicativo para acompañar a la Carta Itineraria Europae, un mapa de Europa diseñado por Waldseemüller, impreso en 1511 con el título Instructio manuductionem prestans in cartam itinerariam martini hilacomil ipsuus europae..
Ringmann falleció el 1 de agosto de 1511, a la edad de 29 años. La pérdida de uno de los miembros con mayor talento del Gymnasium coincidió con las dificultades económicas de Vautrin Lud y puso en peligro el proyecto que no obstante acabó abandonándose en 1527 tras las muertes sucesivas de Waldseemüller, Bassin y el mismo Lud.